# Burichang
Burichang è un sottodistretto (upazila) del Bangladesh situato nel distretto di Comilla, divisione di Chittagong. Si estende su una superficie di 163,76 km² e conta una popolazione di 301 825 abitanti (censimento 2011).